# 해리 A. 폴라드

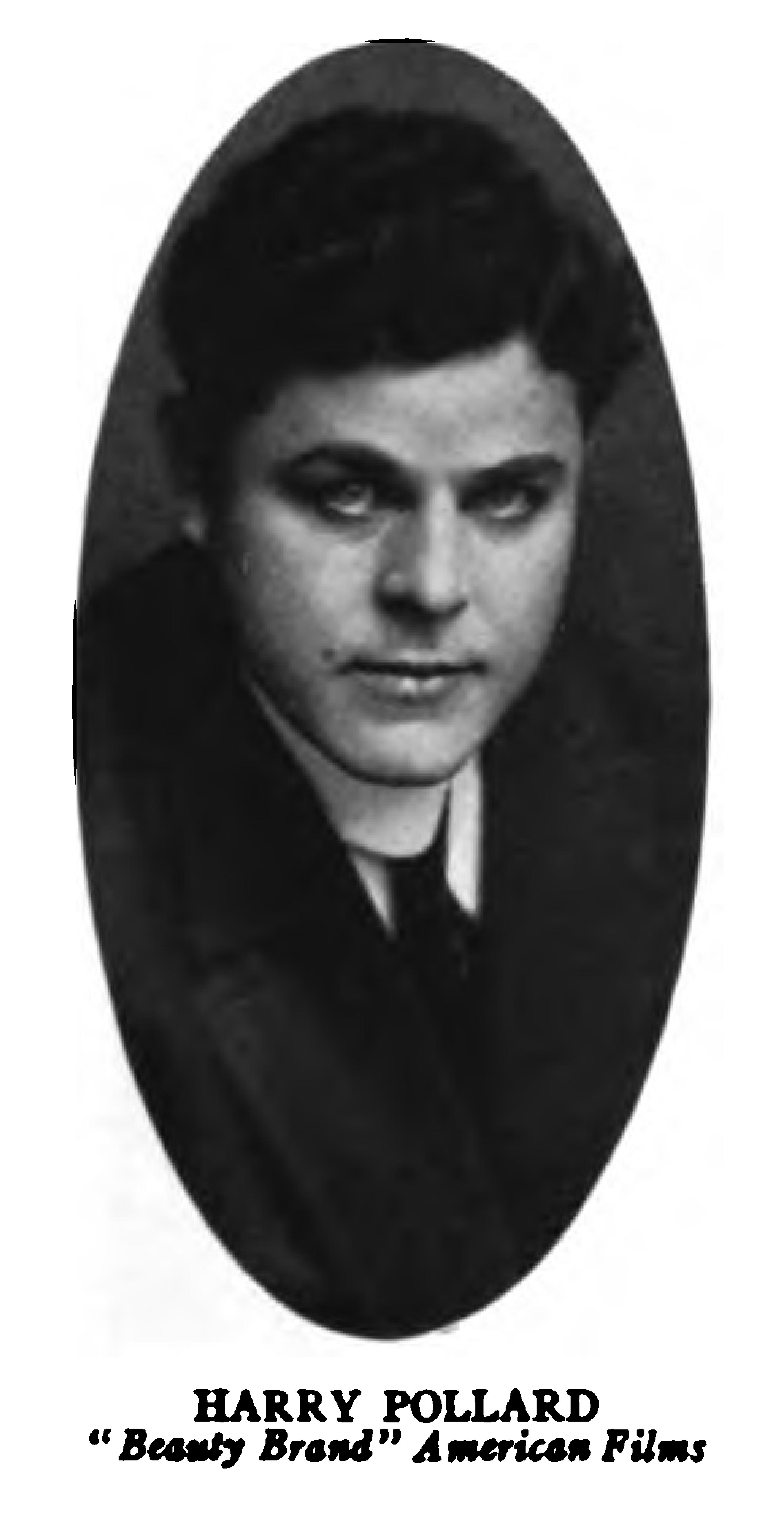

해리 A. 폴라드(Harry A. Pollard, 1879년 1월 23일 ~ 1934년 7월 6일)는 미국의 배우, 영화배우, 각본가, 영화 프로듀서, 영화 감독이다.
리퍼블릭군에서 태어났으며 패서디나에서 사망하였다. 사인은 암이다.

## 영화
- 더 플로디갈 (1931년)
- 쇼 보트 (1929년)